# Wiggenhall St Peter
Wiggenhall St Peter – wieś w Anglii, w Norfolk. W 1931 wieś liczyła 184 mieszkańców.